# Куринское укрепление
Куринское укрепление — русское военное укрепление в Чечне, на Хоби-Шовдонских высотах, на правом берегу реки Мичик, основано в 1842 году генералом П. Х. Граббе. Располагалось на левом фланге Кавказской укреплённой линии.

## Назначение
Куринское укрепление (чечен. Ойсхар) на реке Мичик построено в 1842 году. Являлось одним из операционных штабов левого фланга Кавказкой линии. Укрепление входило в состав Сунженской укрепленной линии, которая была создана Российской империей для защиты российских коммуникаций и обеспечения действий русских войск в Кавказкой войне. Укрепление было местом дислокации полков и бригад отдельного Кавказского корпуса, обеспечивавшим безопасность главного направления через Качкалыковский хребет в Кумыкскую плоскость. Здесь также располагалась штаб-квартира Куринского полка.
В 1844 году к западу от Куринского укрепления русскими войсками была заложена Воздвиженская крепость, которая перекрывала Аргунское ущелье.

## Этимология

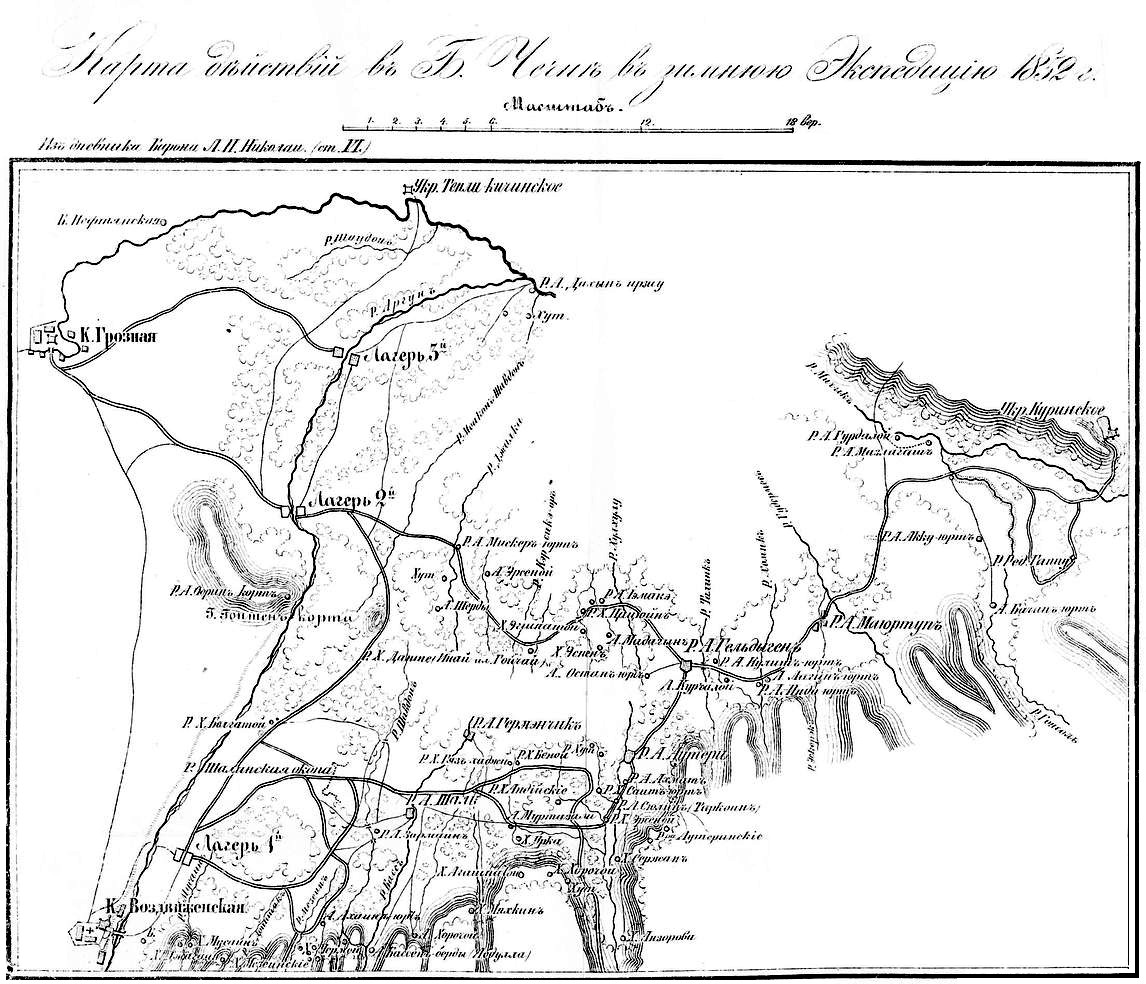
Куринское укрепление на экспедиционной карте барона Л. П. Николаи (1852)

Укрепление было названо в честь Куринского 79-го пехотного полка.

## Строительство

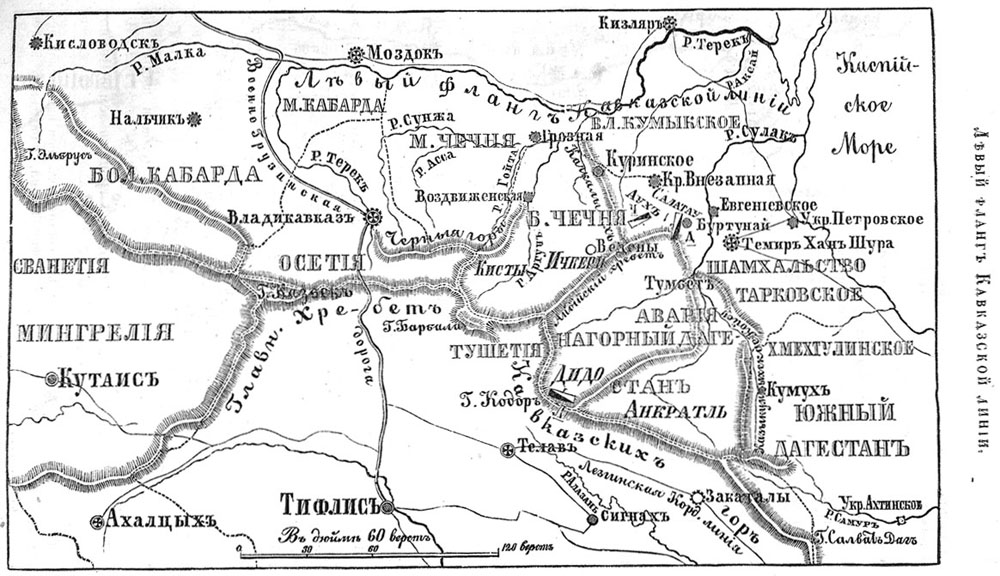
Куринское укрепление на карте левого фланга Кавказской линии (1858)

Укрепление было построено на месте разрушенного аула Ойсангур (Ойсхара). В 1841 году Павлом Граббе для дальнейших действий на Кавказе был выработан новый план покорения, причём самая ответственная часть была поручена чеченскому отряду, руководимому Граббе. Он наметил план действий и передал его военному министру А. И. Чернышеву. После утверждения плана Граббе сосредоточил усилия чеченского отряда на возведении Куринского укрепления. Основным строительством и обеспечением безопасности гарнизона руководил полковник Роберт Фрейтаг. Архитектура и технические вопросы решались военным инженером штабс-капитаном Эдуардом Кесслером, также в строительство принимал участие капитан Эдуард Деллингсгаузен. Сначала были возведены каменные стены, а затем оборонительные казармы. В ходе строительства солдатам одновременно приходилось обороняться от вылазок горцев. Гарнизон участвовал практически во всех экспедициях против горцев в период 1842—1859 годов. С окончанием Кавказской войны укрепление потеряло своё стратегическое значение и уже в 1859 году было упразднено. Позже на его месте для сообщения с Кумыкской равниной была оставлена одна из башен крепости и устроен пост на 50 человек.

## Полки и бригады, дислоцировавшиеся в укреплении в период Кавказкой войны
- Апшеронский 81-й пехотный полк
- Белостокский 50-й пехотный полк
- Виленский 52-й пехотный полк
- Куринский 79-й пехотный полк
- Кабардинский  80-й пехотный полк
- Навагинский 78-й пехотный полк
- Самурский 83-й пехотный полк
- Тенгинский 77-й пехотный полк
- Дагестанский 82-й пехотный полк
- 20-я артиллерийская бригада

## Известные люди, проходившие службу в крепости
- Барятинский Александр Иванович
- Бакланов Яков Петрович
- Вревский Ипполит Александрович
- Властов Георгий Константинович
- Врангель Александр Евстафьевич
- Деллингсгаузен Эдуард Карлович
- Зиссерман Арнольд Львович
- Кесслер Эдуард Федорович
- Кемферт Павел Иванович
- Меллер-Закомельский Николай Иванович
- Николаи Леонтий Павлович
- Потто Василий Александрович
- Святополк-Мирский Дмитрий Иванович
- Толстой Лев Николаевич
- Фрейтаг Роберт Карлович

## Русские литераторы в укреплении
В 1851—1853 годах в Куринском укреплении проходил службу Л. Н. Толстой. В это время начал работать над рассказами, где отражены эпизоды повседневной жизни юнкера («Рубка леса», «Набег»). Здесь же Толстой писал первую автобиографическую повесть «Детство».

## В литературе
- Александр Дюма в 1859 году в своём путевом очерке «Кавказ» несколько раз упоминает Куринское укрепление[11].